# 薩拉毛亞

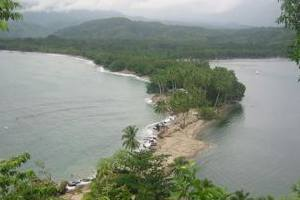

薩拉毛亞是巴布亞新畿內亞的城鎮，位於萊城東南36公里，由莫雷貝省負責管轄。1920年代，該鎮被淘金者視為淘金起點，第二次世界大戰期間，日本軍隊在1942年佔領該鎮。